# Мечеть Байтуррахман
Мечеть Байтуррахман (индон. Masjid Baiturrahim) — мечеть, расположенная в районе Меуракс города Банда-Ачех, Индонезия. Была построена в XVII веке и является одной из старейших мечетей в Индонезии. Ранее мечеть называлась Мечеть Джами Ули Леу. В 1873 году, когда голландцы сожгли Большую мечеть Байтуррахман, все прихожане провели пятничную молитву в Ули Леуэ. С тех пор название мечети стало мечетью Байтуррахман.

## История
С момента основания мечеть несколько раз реставрировалась. Изначально здание было полностью деревянным, простой формы и располагалось рядом с местом нынешней мечети. Поскольку оно было сделано из дерева, здание простояло недолго. В 1922 году мечеть была перестроена правительством Голландской Ост-Индии из долговечных материалов в европейском архитектурном стиле. Однако в этой конструкции не использовались железные скобы, а здание было построено только из кирпича и цемента.
В 1983 году Банда-Ачех потрясло разрушительное землетрясение, обрушившее купол мечети. После этого мечеть перестроили, но купол больше не устанавливали, заменив его обычной крышей. Спустя десять лет была начата масштабная реконструкция мечети, в результате чего фасадная часть осталась единственной оригинальной частью здания. Шестьдесят процентов оставшихся частей были отремонтированы.
26 декабря 2004 года землетрясение и последовавшее за ним цунами сровняли с землей все здания вокруг мечети, в результате чего мечеть Байтуррахим стала единственным сохранившимся сооружением в этом районе. Части мечети которые были построены из кирпича были повреждены только процентов на двадцать.